# Ajaguz
Ajaguz (en kazakh, Аягөз) és un riu del Kazakhstan. Fa 492 km de llarg i la seva conca té una àrea de 15.700 km². El riu desemboca en el llac Balkhaix i és alimentat per la neu fosa de les muntanyes del Tarbagataj. S'utilitza per al reg i flueix a través de la ciutat d'Ajaguz, on el cabal mitjà és de 10 m³/s.